# Referendum over het samenvoegen van Nuenen c.a. met Eindhoven
Het referendum over het samenvoegen van de gemeente Nuenen c.a. met Eindhoven was een gemeentelijk raadgevend referendum over het wel of niet laten samenvoegen van Nuenen, Gerwen en Nederwetten met Eindhoven, dat plaatsvond in Nuenen op 10 oktober 2018. Een ruime meerderheid keerde zich tegen de voorgenomen fusie die de gemeente opgelegd wordt door de Gedeputeerde Staten van de provincie Noord-Brabant.

## Uitslag
Met een opkomstpercentage van 56,94% werd de kiesdrempel van 35% ruimschoots gehaald. 21,98% stemde uiteindelijk voor de fusie, terwijl een meerderheid van 77,76% tegen stemde.
| keuze                        | aantal stemmen | percentage |
| ---------------------------- | -------------- | ---------- |
| Voor                         | 2.317          | 21,98%     |
| Tegen                        | 8.196          | 77,76%     |
| Blanco                       | 27             | 0,26%      |
| Geldige stemmen              | 10.540         | 100%       |
| Ongeldig                     | 52             | 0,49%      |
| Uitgebrachte stemmen/opkomst | 10.592         | 56,94%     |
| Stemgerechtigden             | 18.602         |            |